# Darko Ujević
Darko Ujević (Imotski, 28. lipnja 1955.), hrvatski znanstvenik, dekan Tekstilno-tehnološkog fakulteta u Zagrebu.

## Životopis
Dr. sc. Darko Ujević, red. prof., rođen je u Imotskom 28. lipnja 1955. godine. Osnovnu školu završio je u Krivodolu, a srednju školu u Splitu.
Diplomirao je na Tehnološkom fakultetu 27. lipnja 1977. godine i stekao zvanje diplomiranog inženjera tekstilnog inženjerstva, tekstilno-mehaničkog smjera, konfekcijsko-trikotažnog usmjerenja.

### Ranija dob
Na poslijediplomski studij Tehnološkog fakulteta, smjer tekstilno inženjerstvo, upisao se 1977. godine. Magistarski rad pod naslovom „Utjecaj relativne vlažnosti u procesu šivanja pletene odjeće“ obranio je 28.11.1984. godine, pod mentorstvo prof. dr. sc. Blaža Kneza, i stekao naziv magistra znanosti iz tehničke znanstvene oblasti, područje kemijskog inženjerstva.
Disertaciju pod naslovom „Utjecaj probodnih sila u procesu šivanja pletene odjeće“ obranio je 09.03.1998. godine na Tekstilno-tehnološkom fakultetu Sveučilišta u Zagrebu, pod mentorstvo prof. dr. sc. Blaža Kneza, i time stekao znanstveni stupanj doktora tehničkih znanosti iz polja tekstilne tehnologije.
Radno iskustvo stječe zapošljavanjem u poduzeću „Pionirka“ - danas „Trimot“ d.d. - iz Imotskog, gdje se zaposlio 22. rujna 1977. i radio do 31. prosinca 1989. godine, a obavljao je reizborne poslove tehničkog direktora u dva mandata, te u trećem mandatu dopredsjednika poslovodnog odbora za razvoj i tehničke poslove. Tijekom rada posebno se bavio poboljšanjem radnih uvjeta i kakvoće proizvoda, uz unaprjeđenje timskog rada i organizaciju proizvodnje rublja. Početkom 1980-ih izradio je idejni i izvedbeni tehnološki projekt novih proizvodnih pogona s direktnim ciljem povećanja sadržaja izvozne ponude i razvoja istog poduzeća.
Započeo je suradnju kao vanjski suradnik u nastavnom procesu Više tehničke škole u Bihaću od 1988. godine, a od 1996. godine surađuje i s Tehničkim fakultetom Univerziteta u Bihaću.
Više godina bio je vanjski suradnik „Inženjerskog biroa“ d.d. iz Zagreba.
Od strane Znanstveno-nastavnog vijeća Tehnološkog fakulteta u Zagrebu 1987. godine izabran je u znanstveno-istraživačko znanje: znanstveni asistent iz tehničke oblasti, područje kemijskog inženjerstva. Od 1987. godine upisan je u registar znanstvenih istraživača pod brojem 139605.
Od 1. siječnja 1990. godine zaposlen je na Tehnološkom fakultetu Sveučilišta u Zagrebu u svojstvu asistenta, područje kemijskog inženjerstva, za predmete „Procesi proizvodnje odjeće“ i „Konstrukcija odjeće“.
U znanstveno-nastavno zvanje predavača iz predmeta „Tehnološke operacije proizvodnje odjeće“ i „Konstrukcija odjeće“, u znanstvenom području tekstilna tehnologija, izabran je 30. studenog 1992. godine.
U zvanje docenta izabran je 9. studenoga 1998. godine.
Dana 20. listopada 2003. godine izabran je u zvanje izvanrednog profesora.

### Tehnološki fakultet Sveučilišta u Zagrebu
Predmetni je nositelj novih nastavnih kolegija prema prihvaćenom Bolonjskom procesu na preddiplomskom i diplomskom studiju Tekstilna tehnologija i inženjerstvo, a to su: „Konstrukcija odjeće“, „Tehnička priprema proizvodnje odjeće“, „Modeliranje odjeće“, „Normizacije u odjevnoj tehnologiji“, „Organizacija proizvodnih linija“, „Tehnička dokumentacija“, „Organizacija proizvodnje“, „Modna kolekcija“ i za potrebe Tekstilno-tehnološkog fakulteta Sveučilišta u Zagrebu.
Na preddiplomskom i diplomskom studiju Tekstilnog i modnog dizajna nositelj je kolegija  „Konstrukcija odjeće I“, „Konstrukcija odjeće II“, „Konstrukcija odjeće III“, „Modeliranje odjeće I“, „Modeliranje odjeće II“ i „Praktikum izrade odjeće“ za potrebe Tekstilno-tehnološkog fakulteta Sveučilišta u Zagrebu. Na specijalističkom poslijediplomskom studiju – Dizajn i tehnologija modne odjeće nositelj je kolegija „Antropometrija i konstrukcija odjeće“ i „Projektiranje i organizacija procesa modne odjeće“. Na specijalističkom doktorskom studiju – Visoka moda nositelj je kolegija „Konstrukcija i šivanje u visokoj modi I“ i „Konstrukcija i šivanje u visokoj modi II“. Na znanstvenom doktorskom studiju – Tekstilna znanost i tehnologija nositelj je kolegija „Antropometrijski sustavi i odjevne veličine“ i „Terminsko trgovanje“. Prema starom programu nositelj je sljedećih kolegija: „Osnove konstrukcije odjeće“, „Konstrukcija odjeće“, „Modeliranje odjeće“, „Tehnološke operacije proizvodnje odjeće“, „Tehnologija proizvodnje odjeće“, „Konstrukcija odjeće I“ i „Tehnički parametri šavova u odjevnom inženjerstvu“.
- Član je stručnog kolegija Dekana Tekstilno-tehnološkog fakulteta od 21.06.2003. do 30.09.2006. godine.
- Od 1. listopada 2006. Dekan je Tekstilno-tehnološkog fakulteta. Trenutno obavlja dužnost Dekana u drugom mandatu.
- 20. siječnja 2009. godine izabran je u zvanje redovitog profesora.

U svojstvu mentora koordinira izradu brojnih diplomskih radova na stručnom i fakultetskom stupnju. Bio je mentor i voditelj magistarskih radova i član povjerenstava za ocjenu i obranu magistarskih radova te mentor i voditelj doktorskog rada i član povjerenstva za ocjenu i obranu doktorskog rada.
Na stručnim usavršavanjima boravio je u Tübingenu, Denkendorfu (Njemačka), Lodzu (Poljska) i Knoxvilleu (SAD).
Bio je glavni istraživač i voditelj na tehnologijsko istraživačko-razvojnom projektu „Uređaj za poboljšanje kvalitete šivanja odjeće“ (TP-02/0117-08).
Bio je voditelj i glavni istraživač na složenom tehnologijsko-istraživačko-razvojnom projektu „Hrvatski antropometrijski sustav“ (STIRP-37/2002:TP-03/0117-012). U okviru ovog projekta provedeno je opsežno i sustavno antropometrijsko mjerenje stanovništva u RH.
Bio je glavni istraživač i voditelj na znanstveno istraživačkom projektu „Unaprjeđenje procesa proizvodnje odjeće“ (0117-013).
Glavni je istraživač i voditelj znanstvenog projekta „Antropometrijska mjerenja i prilagodba sustava veličina odjeće“ (117-1171879-1887) u okviru programa „Antropometrija, pristalost i dizajn konvencionalne i inteligentne odjeće“.
S Institutom za tekstilnu tehniku i tehnologiju iz Denkendorfa (Njemačka), Tehničkim fakultetom Sveučilišta u Lodzu (Poljska), Sveučilištem u Tennnesseeju, Knoxville (SAD), Tehničkim fakultetom Univerziteta u Bihaću (BiH), Fakultetom prirodnih znanosti Sveučilišta u Beču (Austrija) te Sveučilištem tehnologije i ekonomije u Budimpešti (Mađarska) razvija stručnu i znanstvenu suradnju.

### Dostignuća
Objavio je 14 znanstvenih radova u CC časopisima, 14 znanstvenih radova u ostalim časopisima, 23 radova u ostalim časopisima, 86 radova u zbornicima skupova s međunarodnom recenzijom, 45 ostalih radova u zbornicima skupova, 21 sažetak u zbornicima skupova te ima 2 patenta i 1 patentnu prijavu.
Objavio je 9 sveučilišnih udžbenika, 7 poglavlja u knjizi, 4 povijesno-športske knjige, 2 priručnika za antropometrijska mjerenja, 1 zbornik radova, 2 znanstveno-stručne knjige i 7 stručnih knjiga.
Za potrebe tekstilne i odjevne industrije izradio je preko 100 stručnih studija, elaborata i informatičkih projekata, posebno na razvoju i unaprjeđenju postojeće organizacije proizvodnje.
Ima jednu inovaciju, jedno tehničko unaprjeđenje.
Glavni je urednik časopisa „Tekstil“ od br. 6/2004. do br. 12/2006.
Predsjednik je Odbora za izdavačku djelatnost i član uredništva časopisa „Tekstil“.
Član je Dan Collegium International (Budokai – karate šport) i član UO i IO Hrvatskog inženjerskog saveza tekstilaca (HIST).
Od 9. ožujka 2007. je član suradnik Akademije tehničkih znanosti Hrvatske (Croatian Academy of Engineering).
Od 4. travnja 2007. član je Znanstvenog vijeća za tehnološki razvoj Hrvatske akademije znanosti i umjetnosti.
- Međunarodni je instruktor i sudac u kontaktnim i budokai karate športovima.
- Dugi niz godina sudjeluje u izradi i realizaciji računalnog programa za planiranje i praćenje proizvodnje u tekstilnoj i odjevnoj industriji.
- Dobitnik je više društvenih, javnih i športskih priznanja.
- Dobitnik je godišnje nagrade 'Rikard Podhorsky' Akademije tehničkih znanosti Hrvatske.
- Govori, čita i piše engleskim jezikom.
- Oženjen je i ima dva odrasla sina.

## Akademsko obrazovanje
- 1977. - Tehnološki fakultet, Sveučilišta u Zagrebu
- 1984. – magistarski rad: Tehnološki fakultet, Sveučilišta u Zagrebu "Utjecaj relativne vlažnosti u procesu šivanja pletene odjeće" (mentor: prof. dr. sc. Blaž Knez)
- 1998. – doktorska disertacija: Tekstilno-tehnološki fakultet, Sveučilišta u Zagrebu "Utjecaj probodnih sila šivaćih igala u procesu šivanja pletene odjeće" (mentor: prof. dr. sc. Blaž Knez)

## Slijed zaposlenja i zvanja
- 1977. – 1989. Pionirka Imotski
- 1990. Tekstilno-tehnološki fakultet Sveučilišta u Zagrebu
- 1990. Asistent
- 1992. Predavač
- 1998. Docent
- 2003. Izvanredni profesor
- 2009. Redoviti profesor
- 2006. – 2012. Dekan

## Znanstveno usavršavanje i studijski boravci
- 25. 04. – 25. 05. 2000. CEEPUS stipendija Lodz, Poljska
- 20. 02. – 25. 03. 1996. CHT Tübingen, Njemačka
- 10. 12. – 21. 12. 1995. ITV Denkendorf, Njemačka

## Nastavna djelatnost
- Terminsko trgovanje – poslijediplomski studij
- Tehnički parametri šavova u odjevnom inženjerstvu – poslijediplomski studij
- Antropometrijski sustavi i odjevne veličine – poslijediplomski studij
- Konstrukcija i šivanje u visokoj modi I – poslijediplomski specijalistički studij
- Konstrukcija i šivanje u visokoj modi II – poslijediplomski specijalistički studij
- Normizacija u odjevnoj tehnologiji – preddiplomski studij, diplomski studij
- Konstrukcija odjeće I – fakultetski studij
- Konstrukcija odjeće I – stručni studij, preddiplomski studij
- Konstrukcija odjeće II - stručni studij, preddiplomski studij
- Konstrukcija odjeće III – diplomski studij	Osnove konstrukcije odjeće – stručni studij
- Konstrukcija odjeće D – preddiplomski studij
- Praktikum izrade odjeće – diplomski studij
- Modna kolekcija – diplomski studij
- Modeliranje odjeće D – preddiplomski studij
- Modeliranje odjeće – stručni studij
- Modeliranje odjeće I – preddiplomski studij
- Modeliranje odjeće II – diplomski studij
- Tehnološke operacije proizvodnje odjeće – stručni studi
- Tehnologija proizvodnja odjeće – stručni studij
- Organizacija proizvodnih linija – preddiplomski studij
- Organizacija proizvodnje – diplomski studij
- Tehnička dokumentacija – diplomski studij
- Tehnička priprema proizvodnje odjeće – preddiplomski studij
- Tehnološki procesi dorade odjeće – preddiplomski studij

## Mentorstvo
- Diplomski radovi
- Magistarski radovi
- Doktorski radovi

## Znanstvena djelatnost
- Tehničke znanosti
- Tekstilna tehnologija
- Odjevna tehnologija

## Područje posebnog znanstvenog interesa
- Unaprjeđenje metodoloških postupaka u odjevnom inženjerstu, razvoj mjernih uređaja i naprava, antropometrija, konstrukcija i modeliranje

## Znanstveno-stručni rad
- Autorske knjige: 16
- Poglavlja u knjizi: 4
- Udžbenici i skripte:7
- Izvorni znanstveni i pregledni radovi u CC časopisima: 11
- Znanstveni radovi u drugim časopisima: 8
- Ostali radovi u drugim časopisima: 19
- Znanstveni radovi u zbornicima skupova s međunarodnim recenzijama: 53
- Drugi radovi u zbornicima s recenzijom: 33
- Sažetci u zbornicima skupova: 11
- Neobjavljena sudjelovanja na skupovima: 4
- 50 sudjelovanja na skupovima
- Druge vrste radova: 13
- Patenti:3
- Voditelj 3 domaća projekta
- 100 elaborata i informatičkih projekata za potrebe tekstilne i odjevne industrije, na razvoju i unaprjeđenju postojeće organizacije proizvodnje
- 17 seminara i javnih predavanja
- 42 recenzije znanstvenih radova i nekoliko sveučilišnih udžbenika

## Popis najznačajnijih znanstvenih radova
- Ujević, Darko:Influence of the Softener and the Sewing Needle on the Quality of Seams in the Production of Knitwear, FIBRES&TEXTILES in Eastern Europe. 9 (2001), 2; 35-37
- Szirovicza, Lajos ; Ujević, Darko ; Drenovac, Mirko: The Structure of Body Measurements for the Determination of Garment System for Young Croatian Men, Collegium Antropologicum. 26 (2002.), 1; 187-197
- Ujević, Darko; Knez, Blaž; Grancarić, Ana Marija: Do softeners influence loop damages by sewing?., Knitting Technology, 24 (2000), 3; 15-16
- Ujević, Darko: Primjena omekšivača na smanjenje oštećenja očica u procesu šivanja pletene odjeće, Tekstil. 48 (1999.), 2; 85-93
- Jadranka BAČIĆ; Zlatka Mencl BAJS & Darko UJEVIĆ: The Influence and Application of a Designer's Knowledge and Abilities in the * Development of an Article of Clothing, Magic World of Textiles / Dragčević Z. (ur.)., Zagreb : Faculty of Textile Technology, University of Zagreb, 2002.
- Ujević, Darko ; Kovačević, Stana ; Karabegović, Isak: The Use of Nonwoven Fabric in the Production of Basic Coatings for Car Seats, TANDEEC Nonwovens Conference (CD). Knoxville : The University of Tennessee, Knoxville, 2002. 3.5-1-6
- Ujević, Darko ; Rogale, Dubravko ; Karabegović, Isak: The Advancement of the Process of Clothes Producing and Protective Clothing Applying the Original Software Support, Proceedings of 12th Annual International TANDEC Nonwovens Conference. Knoxville : The University of Tennessee, 2002. 6.7-1 - 6.7-5
- Ujević, Darko: Hrvatski antropometrijski sustav (HAS), Zbornik izlaganja na stručnom skupu, 27.05.2004., 11-18
- Ujević, Darko ; Kovačević, Stana ; Hađina, Josip ; Karabegović, Isak: Impact of Joined Place on the Fabric Intended for Manufacturing Car Seat Covers, "Textile Engineering at the dawn of a new millenium: An exciting challenge" / Kiekens, Paul (ur.). Bruges, 2002. 575
- Ujević, Darko ; Rogale, Dubravko: A Contribution to the Investigation of the Factors Influencing the Quality of Knitewear, 3rd International Conference on New Products and Production Technologies for a New Textile Industry, Gent : Universiteit Gent, 1999. 353-354
- Hrastinski, Marijan ; Ujević, Darko: ISO 3635 i ISO 8555 - temeljnica Hrvatskog antropometrijskog sustava, Zbornik izlaganja na stručnom skupu, 27.05.2004., 27-42
- Karabegović, Isak; Ujević, Darko: Anthropometric Measurements of Children Aged Between 3 and 5 years // Monograph - Innovative Materials & Technologies in Made-up Textile Articles and Footwear / Frydrych, Iwona ; Pawlowa, Maria (ur.).Lodz : Technical University of Lodz, Faculty of Material Technologies and Textile Design, 2008. Str. 24-29.
- Ujević, Darko; Brlobašić Šajatović, Blaženka; Hrženjak, Renata; Doležal, Ksenija; Karabegović, Isak; Szirovicza, Lajos: Contribution to the Investigation of Anthropometric Proportions in the Republic of Croatia in View of Clothing and Footwear Size Systems // Monograph - Innovative Materials & Technologies in Made-up Textile Articles and Footwear / Frydrych, Iwona ; Pawlowa, Maria (ur.).Lodz : Technical University of Lodz, Faculty of Material Technologies and Textile Design, 2008. Str. 30-35
- Kovačević, Stana; Ujević, Darko; Schwarz, Ivana; Brlobašić Šajatović, Blaženka; Brnada, Snježana.: Analysis of Motor Vehicle Fabrics. // Fibres and Textiles in Eastern Europe. 16 (71) (2009), 6; 32-38 (članak, znanstveni)
- Ujević, Darko; Gojko, Nikolić; Ksenija, Doležal; Lajos, Szirovicza.

New Anthropometric Instruments. // Collegium Antropologicum. 31 (2007), 4; 1031-1038 (članak, znanstveni).
- Ujević, Darko; Kovačević, Stana; Wadsworth, Larry C.; Schwarz, Ivana; Brlobašić Šajatović, Blaženka.
- Analysis of artificial leather with textile fabric on the backside. // Journal of textile and apparel technology and management. 6 (2009), 2; 1-9 (članak, znanstveni).

## Sveučilišni udžbenici i knjige
- Ujević, Darko ; Rogale, Dubravko ; Hrastinski, Marijan: Konstrukcija i modeliranje odjeće, Bihać : Mašinski fakultet Univerziteta u Bihaću, 1999.
- Rogale, Dubravko ; Ujević, Darko ; Firšt Rogale, Snježana ; Hrastinski Marijan: Tehnologija proizvodnje odjeće sa studijem rada, * Bihać : Tehnički Fakultet Univerziteta u Bihaću, 2000.
- Ujević, Darko ; Rogale, Dubravko ; Hrastinski, Marijan: Tehnike konstruiranja i modeliranja odjeće - I. izdanje, Zagreb : Tekstilno-tehnološki fakultet Sveučilišta u Zagrebu, Zrinski d.d, 2000.
- Ujević, Darko ; Rogale, Dubravko ; Hrastinski, Marijan: Tehnike konstruiranja i modeliranja odjeće - II. izdanje, Zagreb : Tekstilno-tehnološki fakultet Sveučilišta u Zagrebu, Zrinski d.d, 2004.
- Ujević, Darko: Tajna kluba šampiona - I. izdanje, D.K.M. d.o.o., Zagreb 2001.
- Ujević, Darko: Tajna kluba šampiona - II. izdanje, D.K.M. d.o.o., Zagreb 2002.
- Ujević, Darko: Tajna kluba šampiona - III. izdanje, D.K.M. d.o.o., Zagreb 2004.
- Ujević, Darko i sur. : Priručnik za obrazovanje mjeritelja HAS-a, Zagreb, 2004.
- D. Ujević, D. Rogale i sur.: Hrvatski antropometrijski sustav - Rezultati antropometrijskih mjerenja dječaka dobi od 5, 5 do 12, 4 godine starosti .Zagreb, Zrinski d. d., 2006., ISBN 953-7105-14-8
- D. Ujević, D. Rogale i sur.: Hrvatski antropometrijski sustav - Rezultati antropometrijskih mjerenja djevojčica dobi od 5, 5 do 12, 4 godine starosti Zagreb: Zrinski d. d., 2006., ISBN 953-7105-15-6
- D. Ujević, D. Rogale i sur.: Hrvatski antropometrijski sustav - Rezultati antropometrijskih mjerenja mladića dobi od 12, 5 do 20, 4 godine starosti, Zagreb, Zrinski d. d., 2006., ISBN 953-7105-16-4
- D. Ujević, D. Rogale i sur.: Hrvatski antropometrijski sustav - Rezultati antropometrijskih mjerenja djevojaka dobi od 12, 5 do 20, 4 godine starosti, Zagreb, Zrinski d. d., 2006., ISBN 953-7105-17-2
- D. Ujević, D. Rogale i sur.: Hrvatski antropometrijski sustav - Rezultati antropometrijskih mjerenja muške populacije dobi od 18, 5 do 82, 0 godine starosti, Zagreb : Zrinski d. d., 2006., ISBN 953-7105-18-0
- D. Ujević, D. Rogale i sur.: Hrvatski antropometrijski sustav - Rezultati antropometrijskih mjerenja ženske populacije dobi od 18, 5 do 82, 0 godine starosti, Zagreb : Zrinski d. d., 2006., ISBN 953-7105-19-9
- D. Ujević, D. Rogale i sur.: Hrvatski antropometrijski sustav - Rezultati antropometrijskih mjerenja djece dobi do 5, 4 godina starosti, Zagreb : Zrinski d. d., 2006., ISBN 953-7105-13-X
- D. Ujević, D. Rogale i sur.: Hrvatski antropometrijski sustav : Podloga za nove hrvatske norme za veličinu odjeće i obuće, Zagreb : Zrinski d. d., 2006., ISBN 953-7105-09-1

## Projekti (glavni istraživač)
- 0117013 - Unaprijeđenje procesa proizvodnje odjeće
- 011708 - Uređaj za poboljšanje kvalitete šivanja
- 0117012 - Hrvatski antropometrijski sustav
- 117-1171879-1887 – Antropometrijska mjerenja I prilagodba sustava veličina odjeće

## Projekti (suradnik na projektu)
- 2-14-030 – Razvoj i racionalizacija metala i procesi odjeće inženjerstva (1991. – 1996.)
- 117003 – Procesi proizvodnje i dizajn odjeće (1996. – 2001.)

## Istraživačko-razvojna dostignuća
- DIATUS 1989. Split, tehničko unaprijeđenje "Projekcija razvoja tvornice trikotaže i konfekcije Pionirka Imotski" 1989. Split

PATENTI
- Kutomjer
- Antropometar s jednim i/ili dva kraka
- Mjerni uređaj za ispitivanje oštećenja očica pletiva na spojnom šavu

## Djelatnost u znanstvenim i stručnim društvima
- Član DCI Zagreb
- Glavni i odgovorni urednik časopisa Tekstil i predsjednik Savjeta za izdavačku djelatnost
- Dekan Tekstilno-tehnološkog fakulteta (2006. – 2009.; 2009. – 2012.)

## Priznanja i nagrade
Međunarodni je instruktor i sudac u kontaktnim i budokai športovima te član DCI
- Zahvalnica DITT i HIST u povodu 50 obljetnice časopisa Tekstil
- Zahvalnica Grada Imotskog u povodu 25 obljetnice KBV "Pionirka" za razvoj športa, uspjeha i edukacije mladeži
- Godišnja nagrada “Rikard Podhorsky”, Akademija tehničkih znanosti Hrvatske

## Vanjske poveznice
- Darko Ujević Hrvatska tehnička enciklopedija, portal hrvatske tehničke baštine. LZMK